# Moisiej Talat-Kiełpsz
Moisiej Moisiejewicz Talat-Kiełpsz, ros. Моисей Моисеевич Талят-Келпш (ur. 30 września 1856, zm. w połowie lutego 1921 w Łunińcu) – rosyjski wojskowy (pułkownik), dowódca Smoleńskiego Pułku Piechoty Rosyjskiej Ludowej Partii Ochotniczej podczas wojny polsko-bolszewickiej 1920 r.
W 1872 r. ukończył gimnazjum klasyczne w Wilnie. Następnie ukończył junkierską szkołę wojskową w Wilnie. Służył w 105 Orenburskim Pułku Piechoty. W 1878 r. awansował do stopnia praporszczika, w 1879 r. podporucznika, zaś w 1889 r. sztabskapitana. Dowodził kompanią 105 Orenburskiego Pułku Piechoty. Następnie kierował lazaretem w Grodnie. W 1891 r. mianowano go na kapitana. W 1898 r. został podpułkownikiem. W I poł. 1903 r. pełnił funkcję backiego ujezdnego komendanta wojskowego. Do listopada 1904 r. był augustowskim ujezdnym komendantem wojskowym, zaś do kwietnia 1910 r. święciańskim ujezdnym komendantem wojskowym. Awansował na pułkownika. Do marca 1915 r. pełnił funkcję grodzieńskiego ujezdnego komendanta wojskowego. Jesienią 1920 r. wstąpił do nowo sformowanej Rosyjskiej Ludowej Armii Ochotniczej gen. Stanisława Bułak-Bałachowicza. Objął dowództwo Smoleńskiego Pułku Piechoty. Po klęsce wojsk „bałachowskich” wstąpił do Białoruskiej Partii Chłopskiej „Zielony Dąb”.